# St. Martin (Neufahrn)

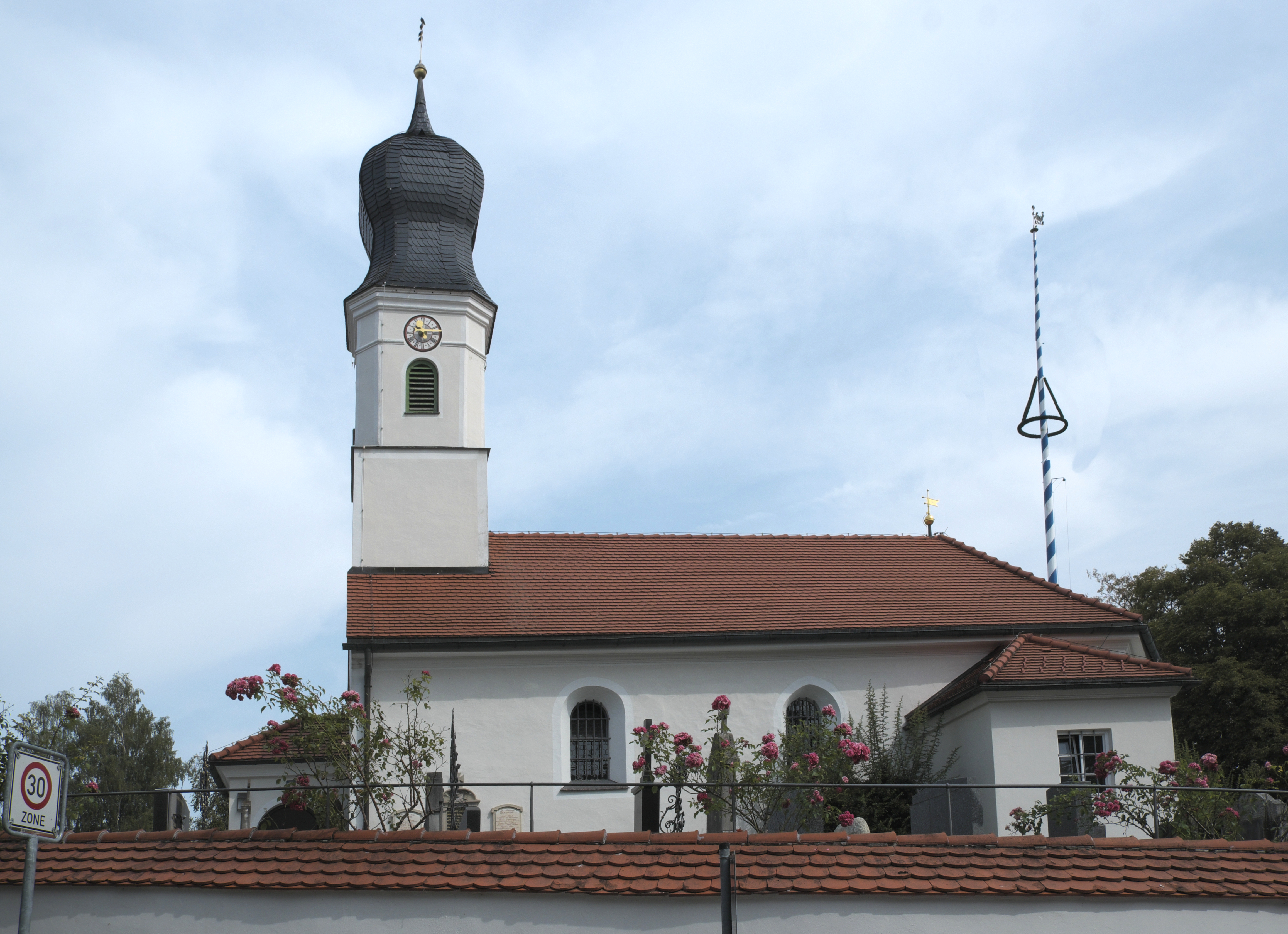
St. Martin in Neufahrn

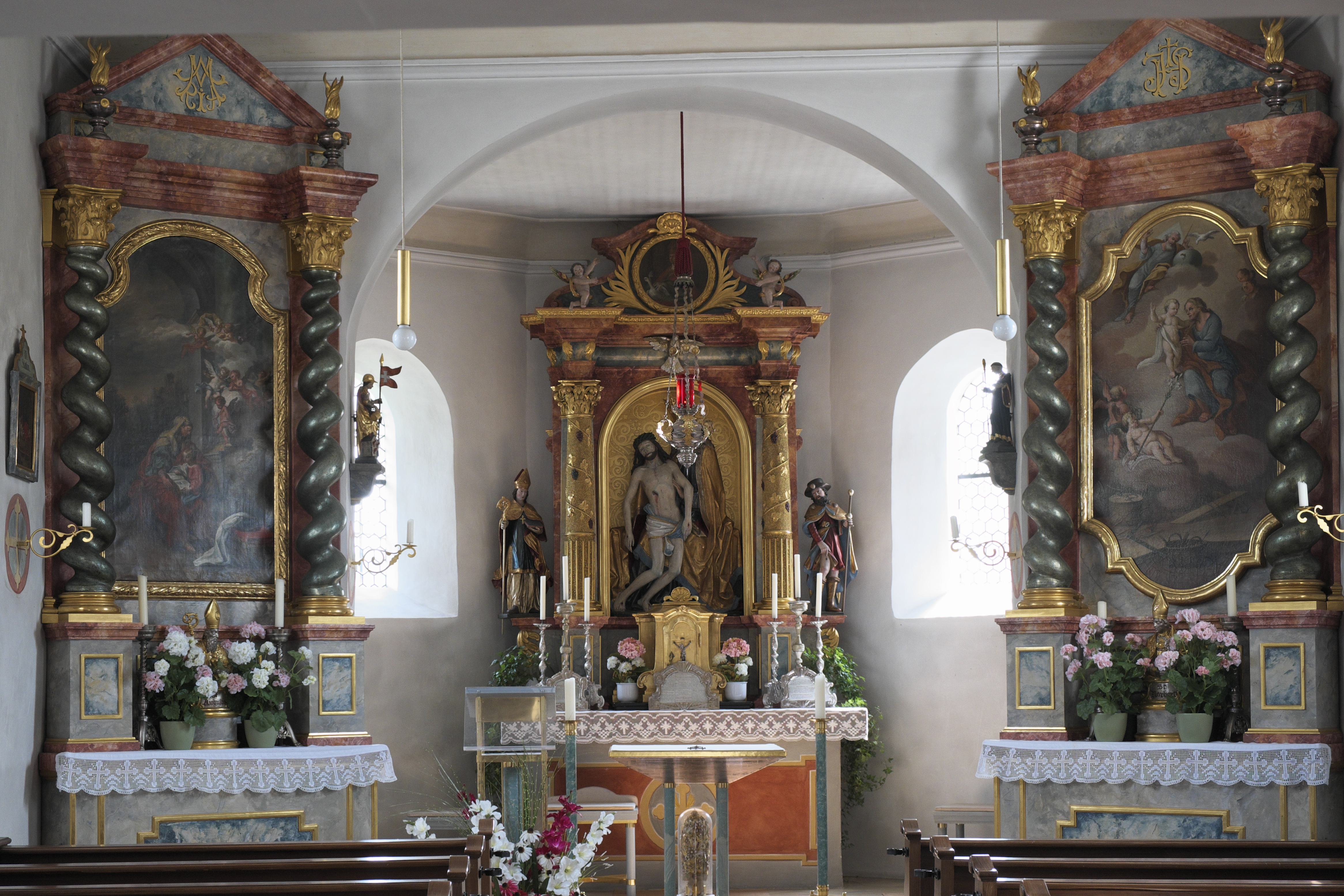
Innenansicht

St. Martin ist der Name der römisch-katholischen Filialkirche von Neufahrn, einem Gemeindeteil von Schäftlarn im oberbayerischen Landkreis München. Die Kirche steht unter Denkmalschutz und ist in der Liste der Baudenkmäler in Schäftlarn unter der Nr. D-1-84-142-24 eingetragen. Sie gehört zum Dekanat Bad Tölz-Wolfratshausen im Erzbistum München und Freising.

## Beschreibung
Die gotische Saalkirche wurde im 15. Jahrhundert auf den Grundmauern eines romanischen Vorgängerbaus aus dem 12. Jahrhundert errichtet und im 18. Jahrhundert  barock verändert. Sie besteht aus dem Langhaus, dem dreiseitig geschlossenen Chor im Osten und der Sakristei an der Wand des Chors. Dem Satteldach des Langhauses wurde 1771 im Westen ein quadratischer Dachreiter aufgesetzt, dessen Obergeschoss mit abgeschrägten Ecken den Glockenstuhl mit zwei Kirchenglocken und die Turmuhr enthält und der mit einer erhöhten Zwiebelhaube bedeckt ist.
Der um 1700 gebaute, von den Skulpturen eines Bischofs und des Rochus von Montpellier flankierte Hochaltar wurde klassizistisch verändert. In seinem Zentrum befindet sich ein um 1480 in einer Wolfratshausener Werkstatt geschaffenes Holzrelief mit der Darstellung des Gnadenstuhls.

## Orgel

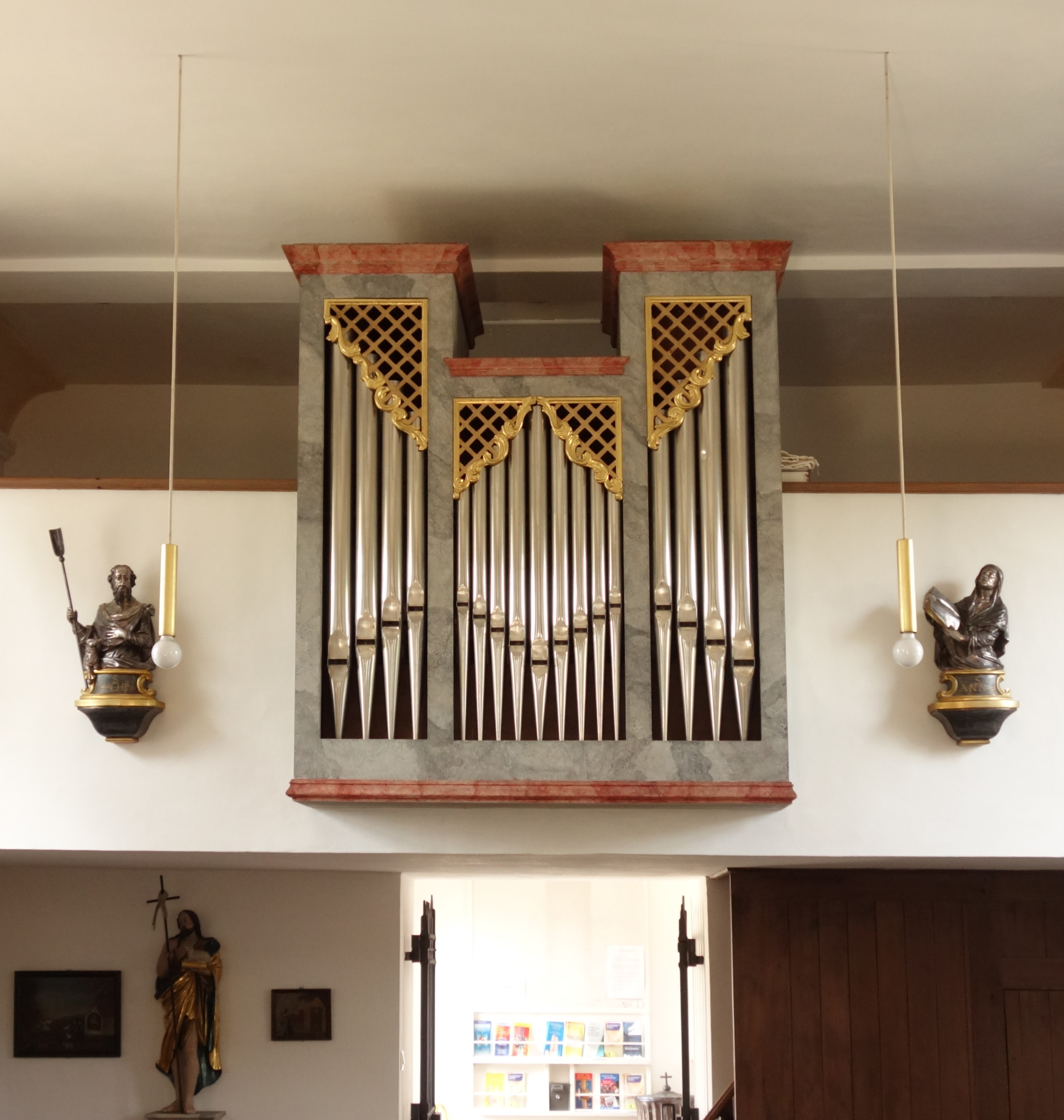
Orgel

Die Brüstungsorgel hat vier Register. Sie wurde 1975 von Günter Ismayr gebaut. Die Disposition lautet:
| Manual C–f3 |       |
| Gedackt     | 8′    |
| Rohrfloete  | 4′    |
| Principal   | 2′    |
| Quint       | 1 ⁄3′ |